# Czech Aircraft Works
Czech Aircraft Works (ook wel bekend als CZAW, voluit Czech Aircraft Works spol. s.r.o.) is een Tsjechische vliegtuigbouwer uit Kunovice. CZAW bouwt zowel eigen vliegtuigen als vliegtuigen onder licentie. Naast vliegtuigen worden ook drijvers gebouwd. Volgens de eigen website is de productie vooral gericht naar de Verenigde Staten.
De Zenith STOL CH701 was tot december 2006 bij CZAW in licentie in productie, toen liet Zenair de overeenkomst ontbinden.

## Lijst van vliegtuigen
- CZAW Mermaid
- CZAW Parrot
- CZAW SportCruiser
- Zenith STOL CH701